# Burgstall Bürg
Der Burgstall Bürg liegt in Bürg, einem Gemeindeteil der niederbayerischen Gemeinde Oberpöring im Landkreis Deggendorf. 
Der Burgstall liegt heute 350 m südöstlich der Isar; unterhalb der Burganlage fließt ein Altarm der Isar, die sich vor der Flussbegradigung bis unmittelbar unterhalb der Anlage ausgedehnt hatte. Auf dem Burgareal liegt heute die Wallfahrtskirche Maria Bürg (Oberpöring). Die Pfarrkirche St. Martin von Oberpöring befindet sich ca. 1000 m östlich des Burgstalls.
Die Anlage wird als Bodendenkmal unter der Aktennummer D-2-7242-0293 im Bayernatlas als „frühmittelalterliche Burganlage ‚Bürg‘. Siedlung des Neolithikums, u.a. der Altheimer Gruppe, der mittleren Bronzezeit, der Hallstattzeit und des frühen Mittelalters. Körpergräber des frühen Mittelalters“ geführt.

## Beschreibung
Die ca. 3 ha umfassende Höhenburganlage liegt auf dem südlichen Hochuferrand der Isar. Das Burgplateau fällt in einem Steilhang ca. 23 m zu dem Altwasser der Isar ab. Die Isar umzieht westlich von Oberpöring einen stumpfwinkeligen Vorsprung dieses Plateaus. Das Burgareal ist durch zwei mächtige, leicht gebogene Gräben herausgeschnitten. Ein weiterer völlig verfüllter Graben von 4 m Tiefe und 20 m Breite, der ein Areal an der Hangkante abtrennte, wurde bei Grabungen 1975 entdeckt. Die Plateaufläche ist durch einen in einem weiten Bogen verlaufenden, ca. 400 m langen und zwischen 30 und 90 m breiten Graben vom Hinterland abgeschnitten. Der Graben ist zwischen 13 und 15 m tief. Im Abstand von 50 m ist diesem ein zweiter Graben vorgelagert. Im Westen nähern sich diese beiden Gräben an, sodass zwischen ihnen nur mehr ein gratartiger Rücken übrig bleibt. Der äußere Graben ist nicht vollständig ausgeführt. Im Bereich der Unterbrechung des äußeren Grabens wird eine Erdbrücke als Zufahrt zur Burg vermutet. Die Verfüllung der heute nicht mehr vorhandenen Abschnitte der Hauptgräben erfolgte überwiegend erst in der 2. Hälfte des 20. Jahrhunderts zugunsten der Landwirtschaft.

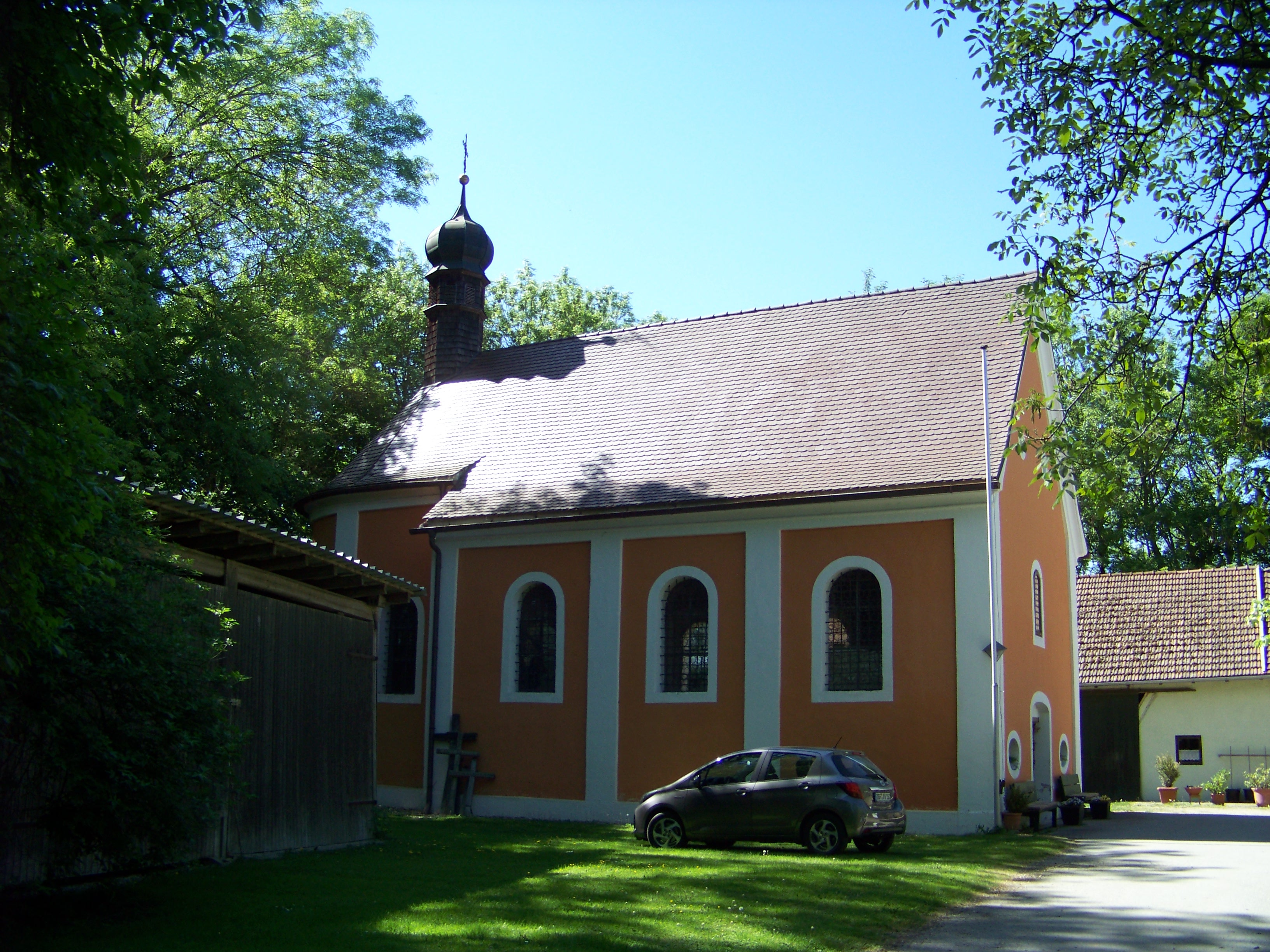
Wallfahrtskirche Maria Bürg

Das innere Burgplatzareal umfasst 130 × 310 m. Am westlichen Ende dieses Plateaus lag die Hauptburg; sie wurde von einem nach außen gewölbten flachen Graben mit einem Innenwall von dem restlichen Burgplateau abgetrennt. Der Zugang erfolgte von Süden her am äußeren Grabenrand entlang und querte Wall und Graben etwa in der Mitte. Die Hauptburg hat einen dreieckigen Grundriss mit einer Breite von 55 m und 75 m Länge. Heute steht hier die Wallfahrtskirche Maria Bürg. Daneben ist ein Weiler mit dem Namen Bürg entstanden. Beigabenlose Gräber deuten auf eine kirchliche Sepultur hin.
Die Größe der Anlage weist auf eine Entstehung im frühen Mittelalter hin. Bei Grabungen von 1975 wurden Keramikfunde gemacht, die auf eine Nutzung des Areals seit dem 7. Jahrhundert, aber nicht über das 9./10. Jahrhundert hinausgehend belegen.

## Geschichte
Der Baubeginn der Anlage wird in vorgeschichtlicher Zeit vermutet. Der Höhepunkt ihres Ausbaus dürfte im 10. Jahrhundert während der Ungarneinfälle erreicht worden sein. Im Burgareal konnten im Jahre 2010 zahlreiche weitere Strukturen magnetometrisch nachgewiesen werden, die auf eine teilweise Besiedlung sowie auf weitere kleinere Gräben, Palisaden und möglicherweise Gräber hinweisen. Auf der Südseite ist eine Erweiterung der äußeren Vorburg durch eine Verlängerung des äußeren Hauptgrabens offenbar nicht mehr vollendet worden, dieser Bereich wurde nach Süden offenbar behelfsmäßig durch eine Palisade geschützt. 